# Model vytvořený na základě podobnosti
Model má řadu významů. Nejrozšířenější je chápání modelu jako něčeho, co v jistém smyslu zastupuje jinou entitu, která je v souvislosti s modelem považována za něco, co má být napodobeno - modelováno. Modelem pak tedy rozumíme nějakou entitu M, která pro určité účely zastupuje jinou entitu O (chápanou obvykle jako zdrojovou a tedy často označovanou jako originál či předloha). Požadujeme přitom, aby soudy vyvozené z entity M platily aspoň s jistou přijatelnou přibližností o entitě O. Mezi modelem a originálem tedy musí platit nějaký druh podobnosti, pro který je model vytvořen. Například tak, že z výsledků experimentů s modelem je možno usuzovat, jaké by byly výsledky odpovídajících experimentů provedených na originále. Např. vyvíjený lék zkoušený na myši místo na člověku. Použití modelů se obvykle říká modelování, někdy v případě modelování procesů (jevů) se mluví o simulaci. Model může být vytvořen v lidském vědomí, ve vnějším abstraktním světě, v exaktním světě nebo v reálném světě. Modely založené na podobnosti mají velký význam ve vědě, technice i v umění. 
Model má svoji formu tvořenou zvoleným jazykem (vnitropsychické jazyky, matematika, programovací jazyk, geometrie, skicování, tvary vložené do vytvarovaného materiálu, tahy štětcem na plátně obrazu apod.) a význam, který mu dává člověk - tvůrce a pak člověk - příjemce. Z tohoto hlediska je model i komunikačním prostředkem. Ve vědě a technice může model sloužit jako hypotéza. Jazykem může být matematický popis (reprezentace) nově poznávaného přírodního zákona. Nad možnou jeho platností diskutují vědci a shromažďují data pro ověření, úpravu či vyvrácení hypotézy. V technice to může být např. zcela nový typ podvozku automobilu ověřovaný v laboratoři a postupně dolaďovaný, nebo i nakonec zavržený. Může mu ale předcházet i jeho model vytvořený na počítači, kde se obvykle modeluje s nižšími finančními náklady. 

## Model reálné entity v lidském vědomí a v abstraktním světě
Vytvoření modelu, kdy je originál z reálného světa, je podmíněno poznáním dotyčného originálu (z jistého hlediska a pro daný účel), tedy vytvořením jeho kognitivního modelu – znalostní model. Uvažujeme zde v tomto případě přirozené lidské poznání darované nám přírodou, kde filtrem poznání je vágnost. Kognitivní model je primárně vytvořen jako vnitropsychický (v lidském vědomí a asi i nevědomí, reprezentovaný v hypotetických vnitropsychických jazycích: představovém, pocitovém, přirozeném a jejich směsici), sekundárně pak může být formulován do vhodného (inherentně vágního) vnějšího sdělovacího jazyka (abstraktní struktury pro záznam informace), náčrtů, skic, přirozeného jazyka, vědeckého jazyka ..... Vzděláním v exaktní vědě může člověk získat schopnost používat umělé Newtonovo poznání a takto si vytvářet (umělé) vnitropsychické modely reálného světa a formulovat je do umělého formálního jazyka (matematika, formální logika, programovací jazyky) s mulovou vnitřní vágností, a tak je i exaktně sdělovat. Adresát přesně bez výhrad rozumí jejich významu.

## Model reálné entity v exaktním světě
Má-li být model originálu z reálného světa vytvořen v exaktním světě (matematika, formální logika, programovací jazyky), je nutno učinit krok z reálného světa do světa exaktního viz Exaktní věda, tedy použít jediného prostředníka, který to umožňuje a kterému říkáme veličina. Poznání je pak Newtonovo umělé poznání (filtr poznání je diskrétní tvořený zvolenými veličinami – sítem, kterým tyto veličiny z reálného světa „vidíme “), kdy získané znalosti tvořící kognitivní model jsou reprezentovány jako matematické vztahy mezi (pro daný účel) zvolenými veličinami. Jelikož se modely pojmenovávají podle použitého objektového jazyka, říká se mu matematický model. Pokud je použit jazyk formální logiky, modelu se říká logický a v případě použití programovacího jazyka, se mu říká počítačový model. Je tedy nutno si uvědomit, že např. i modelování struktur lidského mozku neuronovými sítěmi s použitím matematického nebo programovacího jazyka, se musí provádět prostřednictvím veličin.

## Model reálné entity v reálném světě
Má-li model originálu z reálného světa být vytvořen v reálném světě, je nutno přidat poznání entity reálného světa, která má být modelem. Jsou pak k dispozici dva kognitivní modely a to originálu a modelu, od nichž požadujeme, aby byly ve vztahu jisté, pro daný účel dostatečné podobnosti, které někdy říkáme analogie. Poznání obou reálných entit originálu i modelu musí být téhož typu, tedy buď přirozené, nebo umělé Newtonovo. Prostřednictvím svých kognitivních modelů jsou pro daný účel ve vztahu podobnosti přeneseně i jejich hmotní nositelé: originál a model. Přirozené poznání se použije např. pro sochařské dílo, nebo pro modely v architektuře a stavitelství, kdy ze znalosti vlastností papíru, dřívek, lepidel apod. tedy zejména konečného díla, se v jistém měřítku vytvoří model. Je třeba vědět (poznat), že se nedá např. vytvořit model železničního mostu ze včelího medu. Umělé Newtonovo poznání se použije v případě, že je třeba pomocí modelu řešit úkol formulovaný metodou exaktní vědy. Příkladem mohou být, dnes již téměř zapomenuté, analogové počítače, analogie mezi elektrickými a tepelnými jevy, různé experimenty v proudících plynných či tekutých médiích se zmenšenými modely studovaných objektů apod. Těmto modelům se říká modely přímé analogie, nebo analogony, někdy též fyzikální modely.

## Model exaktní entity v exaktním světě
Pokud se tvoří model entity exaktního světa v exaktním světě, není třeba poznání, ale je třeba naučení se a porozumění. Příkladem může být převod matematicky reprezentovaného popisu úkolu řešeného exaktní vědou do vhodného programovacího jazyka, říkáme mu naprogramování té úlohy. Matematický model se tak mění na počítačový model.

## Verifikace modelu
Při tvorbě a použití modelu je třeba ověřit (verifikovat), zda vytvořený model z hlediska očekávané podobnosti bude fungovat. Jedná se v podstatě o ověření hypotézy kterou do modelu vkládáme. Je to činnost velice rozmanitá, neboť záleží na tom, zda ověřujeme něco už aspoň trochu známého, či něco zcela nového, i v jakém jazyce bude model vytvořen. Vždy se potřebujeme přesvědčit (verifikovat), zda data zjištěná na předloze, dávají na modelu výsledky (s přijatelnou přesností) srovnatelné. Je zde mnoho nástrah, proto je obor modelování založen na velkých zkušenostech pracovníků, a je považován za druh umění. Je tedy zde možno uvézt pouze několik náznaků, jak se dá model verifikovat, co zlého může tvůrce modelu potkat. 
- Počítačový model vícekolového podvozku automobilu. Pokud se jedná o zcela nový typ uložení a odpérování kol, model se zjednoduší na jedno kolo. Výsledky zjišťované na modelu, řekněme graficky zobrazované na monitoru jako jízda po nerovném terénu, posuzuje odborník a klade si otázku, zda je toto vůbec možné. Mění nerovnosti terénu a opět si klade stejnou otázku. Pokud uzná, že to možné je, zkusí měnit vlastnosti (data zpracovávaná programem) podvozku a posuzuje reálnost pozorovaného jevu. Pokud usoudí, že model dává výsledky velmi vzdálené od očekávaných, hledá se chyba v modelu. Pokud jsou výsledky blízké očekávaným, rozšíří model o další kolo, či kola, a experimenty opakuje.
- Biolog experimentující s novým lékem určeným pro léčení jisté lidské nemoci, musí vědět, který organizmus je při zkoumání účinku léku a dané nemoci člověku nejbližší, a jak se výsledky na zvoleném organizmu mohou lišit od výsledků na lidském organizmu. Zde se uplatní to dvoje poznání uvedené shora v odstavci Model reálné entity v exaktním světě. 
- Některé nástrahy.
Mnoho metod popisu fyzikálních jevů (např. mechanických, elektrických apod.) bylo vytvořeno v době, kdy jediným nástrojem popisu byla matematika. Pro formulaci jevů probíhajících v mechanických soustavách byly objeven D'Alembertův princip, pro formulaci jevů probíhajících v elektrických obvodech byly objeveny Kirchhoffovy zákony a pod. Tyto metody dávají výsledky s větším počtem veličin, než je pro popis jevu nutné minimum. Z hlediska logiky, je použito více tvrzení než je nutno, některá tvrzení jsou informačně totožná, a tak nadbytečná (redundantní. Pokud se pro řešení získaných vztahů použije matematická metoda exaktní (nikoli přibližná), vše proběhne správně, jen zbytečně složitě. Při neexaktním řešení (použití aproximace řešení řadou funkcí, použití numerické metody - počítače, apod.), je přítomna odchylka od exaktního ideálu a totožná tvrzení (nadbytečné vztahy)se mění na rozporná tvrzení. Model, ač správně postavený, se chová jinak než má, často je nestabilní a dává nesmyslné hodnoty. Nadbytečných veličin a vztahů pro ně je, při použití přibližných metod řešení, nutno se zbavit.  
Řešení některých problémů v exaktních vědách si lze představit, jako hledání průsečnice ploch v n - rozměrném prostoru. Plochy v okolí průsečnice spolu svírají jisté úhly. Při exaktním řešení na těchto úhlech nezáleží, při přibližném řešení kdy jsou plochy definovány s určitou chybou, může malá hodnota úhlu v kolí průsečnice způsobit velkou chybu, a průsečnice se bude značně lišit od správné. Ve zjednodušeném příkladě si to lze představit třeba tak, že máme na papíru dvě protínající se usečky, svírající velmi malý úhel, a máme určit jejich průsečík. Přesně ho samozřejmě neurčíme. Takovým úlohám se říká špatně podmíněné, a je nutno je přeformulovat. Existují pro ten účel matematické metody, které přetransformují souřadnice, onoho n - rozměrného prostoru. Efektivnější bývá cesta přeformulování problému v počáteční fázi tvorby popisu. Volba vhodnějších veličin, aspoň některých.